# Chaudhuriidae
Chaudhuriidae là một họ cá nhỏ nước ngọt, họ hàng với lươn đầm lầy và lươn gai, thường được gọi là lươn giun đất. Các loài được biết đến theo nghĩa đen có kích thước và hình dạng của giun đất, do đó có tên họ. Trong khi một loài, Chaudhuria caudata được Nelson Annandale báo cáo từ hồ Inle vào năm 1918, những loài khác chỉ mới được báo cáo gần đây (từ những năm 1970), tất cả đều ở khu vực Đông Á, từ Ấn Độ đến Hàn Quốc.

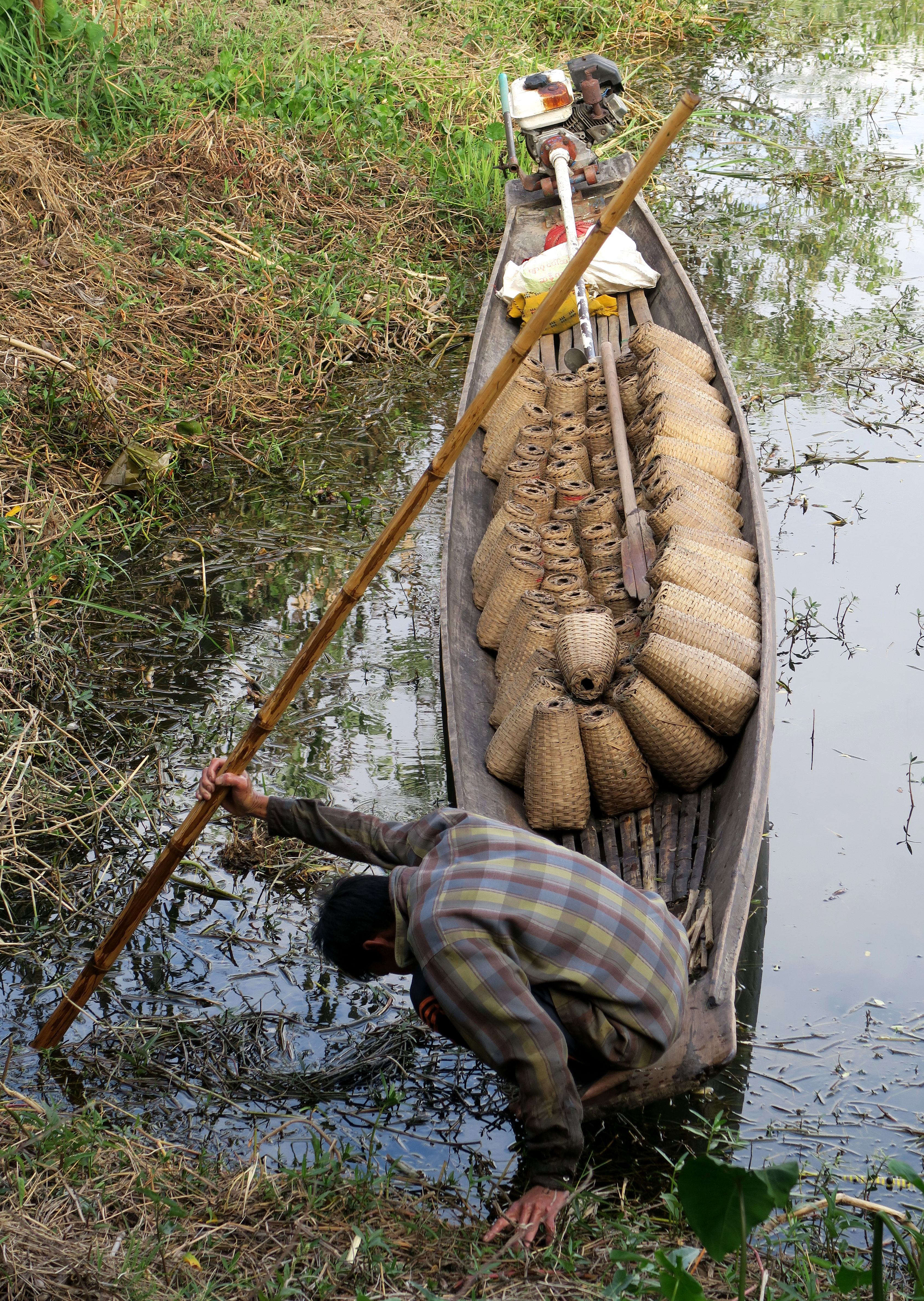
Định vị bẫy lươn ở hồ Inle (Myanmar).

Cả vây lưng và vây hậu môn đều không có gai, và ở Nagaichthys và Pillaia, chúng hợp nhất với vây đuôi; ở các chi khác, đuôi nhỏ nhưng riêng biệt. Cơ thể chúng không có vảy. Một số ít mẫu vật được tìm thấy cho đến nay có chiều dài không quá 8 cm, và các ống soi của Nagaichthys chỉ được biết là dài tới 3,1 cm. Đôi mắt nhỏ, được bao phủ bởi lớp da dày. Hầu như không biết gì về thói quen và sinh học của lươn đất.
Họ "Chaudhuriidae" bắt nguồn từ tên địa phương của người Miến Điện cho một loài cá.